# Tlayucan
Tlayucan è un film del 1962 diretto da Luis Alcoriza.

## Riconoscimenti
- Premio Oscar
  - Candidatura all'Oscar al miglior film straniero